# 오색나무두더지
오색나무두더지(Tupaia picta)는 청서번티기과에 속하는 나무두더지의 일종이다. 보르네오섬의 토착종이며, 브루나이와 칼리만탄 그리고 사라왁 주 등의 저지대 숲에서 서식한다. 먹이는 주로 열매나 곤충으로 이루어져 있다. 표본은 올드필드 토마스(Oldfield Thomas)가 처음으로 기술했으며, 런던 자연사 박물관이 보르네오섬 북부 지역에서 수집한 표본 중의 일부이다.